# Taborieten

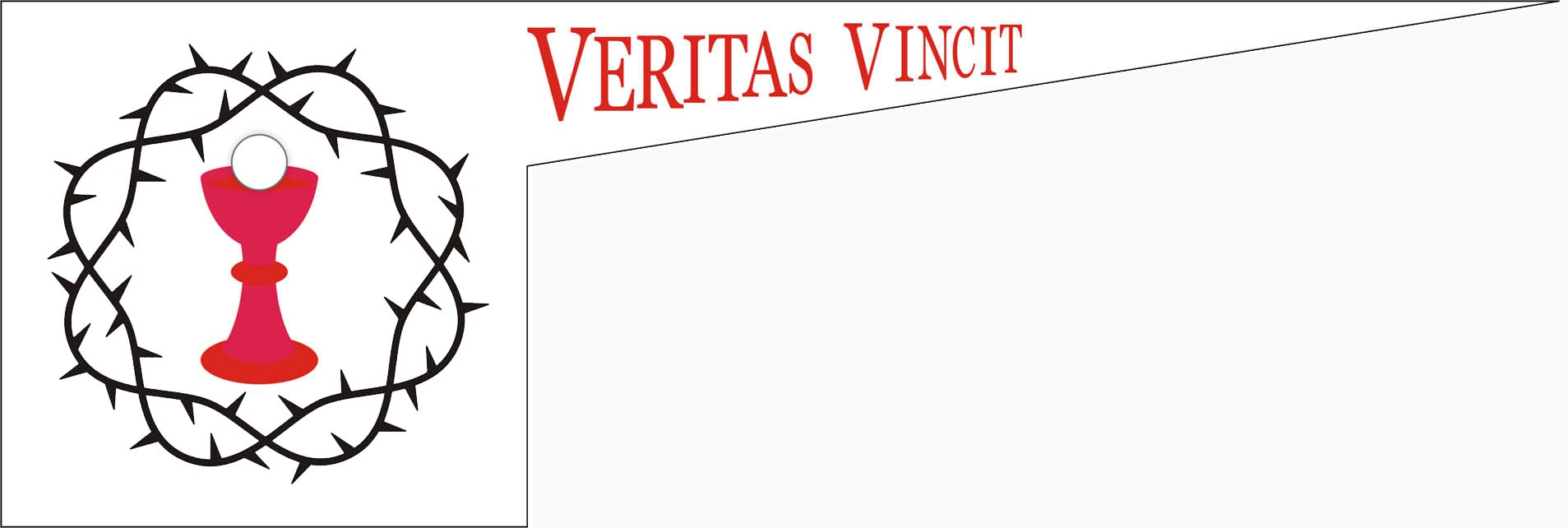
Banier van een legereenheid van taborieten.

De taborieten, genoemd naar hun voornaamste basis de Boheemse stad Tábor, zijn als navolgers van het gedachtegoed van Johannes Hus radicaler en verwerpen veel meer als on-Bijbels dan Johannes Hus ooit heeft gedaan. De taborieten waren de radicale tak van de hussieten.
De taborieten kenmerken zich door een sterke toekomstverwachting, gemeenschapszin en hervormingsijver. Omdat ze werktuigen wilden zijn van Gods gericht en een nieuwe Godsstaat wilden vormen vertoonden ze aanvankelijk wreed gedrag. Onder leiding van Jan Žižka plunderden ze de kastelen van ridders in Bohemen en Silezië, en ook het kerkbezit moest eraan geloven. Zo werden ze in de wijde omtrek gevreesd. 
Ze raakten echter intern verdeeld. De Adamieten gingen ertoe over om hun vrouwen als gemeenschappelijk bezit te beschouwen. Zij werden door Žižka bestreden en vernietigd. De gematigde taborieten sloten zich aan bij de utraquisten nadat ze in 1433 naast het brood ook de wijn mochten gebruiken bij de eucharistie. De radicalen geraakten tot het inzicht dat gewapende strijd niet Bijbels was. Zo ontstond, vaak ondergronds, rond 1450 de groep van "broeders van de wet van Christus", ook wel genoemd "broedergemeenschap" of "Boheemse broeders" (zie Evangelische Broedergemeente). Deze groep richtte zich voornamelijk op navolging van het leven van de eerste christenen.